# トーマス・ギブソン
トーマス・ギブソン（Thomas Gibson, 1962年7月3日 - ）は、アメリカ合衆国の俳優。身長188cm。3人の子持ち。特技はゴルフ。

## 来歴
サウスカロライナ州チャールストンに生まれ、10歳の時に初舞台を経験する。ジュリアード学院で演技を学び、舞台への出演を経て『遥かなる大地へ』で映画デビューを果たした。
5シリーズまで続いたコメディ・ドラマ『ふたりは最高! ダーマ&グレッグ』のグレッグ役で人気を確立する。『シカゴ・ホープ』などのドラマ作品のほか、『アイズ ワイド シャット』をはじめとする映画にも出演した。『ダーマ&グレッグ』では2エピソードで監督も手がけている。
2005年からスタートした長期シリーズ『クリミナル・マインド FBI行動分析課』ではホッチ役でレギュラーを務めたほか、『ダーマ&グレッグ』と同様にエピソードの監督も務めている。
2016年、『クリミナル・マインド FBI行動分析課』の監督を担当中、プロデューサーと口論となり、相手を蹴ったことから謹慎処分を下される。その後、CBSは解雇を決定した。
その後はパイロット版に一本出演したのみで、現在は事実上引退状態にある。

## 主な出演作品

### 映画
| 公開年 | 邦題 原題                                                                 | 役名                            | 備考           |
| ------ | ------------------------------------------------------------------------- | ------------------------------- | -------------- |
| 1992   | 遥かなる大地へ Far and Away                                               | スティーブン・チェイス          | 映画デビュー作 |
| 1993   | エイジ・オブ・イノセンス/汚れなき情事 The Age of Innocence                | 舞台俳優                        |                |
| 1994   | メン・オブ・ウォー Men of War                                             | ウォーレン                      |                |
| 1994   | スリープ・ウィズ・ミー Sleep with Me                                      | ナイジェル                      |                |
| 1996   | エリア51 Night Visitors                                                   | ロス                            | テレビ映画     |
| 1997   | 新オーメン The Devil's Child                                              | Alexander Rotha                 | テレビ映画     |
| 1998   | ナイトメア・ストリート/記憶の片隅 Nightmare Street                        | Dr. Matt Westbrook / Joe Barnes | テレビ映画     |
| 1999   | アイズ ワイド シャット Eyes Wide Shut                                     | カール                          |                |
| 2000   | サイコ・ビーチ・パーティ Psycho Beach Party                               | カナカ                          |                |
| 2000   | フリントストーン2/ビバ・ロック・ベガス The Flintstones in Viva Rock Vegas | チップ・ロックフェラー          |                |
| 2000   | しあわせの選択 Stardom                                                    | レニー・オハイオン              |                |
| 2001   | モンキーキング 西遊記 The Lost Empire                                     | ニコラス・オートン              | テレビ映画     |
| 2003   | ヒヤシンス・ブルーの少女 Brush with Fate                                  | リチャード                      | テレビ映画     |
| 2003   | 蘇生 〜イヴィル・ネバー・ダイズ〜 Evil Never Dies                         | マーク・ライアン刑事            | テレビ映画     |
| 2004   | 壊滅暴風圏/カテゴリー6 Category 6: Day of Destruction                     | ミッチ・ベンソン                | テレビ映画     |

### テレビシリーズ
| 放映年    | 邦題 原題                                         | 役名                   | 備考                                                                         |
| --------- | ------------------------------------------------- | ---------------------- | ---------------------------------------------------------------------------- |
| 1994-1998 | シカゴ・ホープ Chicago Hope                       | ダニー・ナイランド医師 | レギュラーで70エピソードに出演                                               |
| 1997-2002 | ふたりは最高! ダーマ&グレッグ Dharma & Greg       | グレッグ               | 主演で119エピソードに出演 2エピソードで監督を担当                            |
| 1998      | ウーマン/愛と情熱の果てに A Will of Their Own     | James Maclaren         | ミニシリーズ、1エピソードに出演                                              |
| 2005-2016 | クリミナル・マインド FBI行動分析課 Criminal Minds | アーロン・ホッチナー   | レギュラーで250エピソードに出演 シーズン8第14話（エピソード176）で監督を担当 |